# Muralla de Kaesong
Muralla de Kaesong indica una larga muralla o fortaleza rodeada de Kaeseong, la capital de Goryeo. (918-1392) Como la defensa de los reales, la muralla tuvo su función de proteger los palacios reales, notablemente Manwoldae. Como unas partes se derrotaron a lo largo de la historia, se observa varias secciones en Kaesong actualmente.  
El nombre de la capital de Goryeo, Kaekyong se llama Kaesong en la modernidad. Y como las puertas existieron alrededor de las murallas, supone que la ciudad gane su título de Kaesong (en coreano: 개성, Abrir al castillo). Es que antes, el original nombre de Kaesong fue Songak (el monte de los piñas).
La muralla tiene su longitud de 23 km y se conserva parcialmente. Como las murallas coreanas urbanas están ubicadas en la montaña, las murallas de Goryeo se construyeron en basa en geomancia.

## Historia
Una parte sugestivamente se completó durante Silla y la dinastía Goryeo continuaba expansión de construcción en torno a la capital. La gran parte aún existe en la ciudad y su torrecilla también. El fundador de Goryeo, Wang Geon quien posición fue un general de Gung Ye se trasladó a Gaekyong en 919 y utilizó parte de murallas como defensa que se habían construido por Taebong, el reino de Gung Ye. Aunque los emperadores de Goryeo siempre trataron de expandirse al norte, los conflictos con varias nómadas eran problemas. Y además, la capital Kaekyong (o Gaekyong) necesita protegerlo por hacer establecimientos más fuertes.
Después de los atacos de Kitán que destruyeron la mayoría de la capital, la corte construyó un castillo en 1020 por la ofterta de gran general, Gang gam-chan completándolo en 7 años con 29 puertas. Primera vez, el castillo jugaba su papel de proteger los palacios que se construyeron no en tierra llana pero en una zona alta donde era parte del castillo antiguo. El libro clásico, Goryeosa indica los 25 nombres de las puertas de muralla pero no hay ninguna puerta.
La muralla exterior se completó en el siglo ⅩⅠ y parte interior en el siglo ⅩⅣ.

## Partes
Generalmente, los castillos en Kaesong se dividen a cuatro partes: Baleochamseong(발어참성), Naseong(나성, exterior), Banwolseong(반월성, interior), Daeheungsanseong(대흥산성). En este punto, seong es la palabra coreana de fortaleza.
Naseong (나성, 외성, parte exterior) fue construido después de los conflictos con Liao, aproximadamente cien años después de la fundación de la dinastía. Veintitrés kilómetros de circunferencia, se construyeron por tierra con la mezcla de las piedras. La característica de Naseong es conectar diversos puntos o cumbres de montes alrededor de Kaesong.
Antes de que Naseong se fundó, había sido dos otras de Baleochamseong y Hwangseong. Baleochamseong fue una obra de Silla c. 892. Dos fortalezas no son diferentes, así que Hwangseong fue basado en Baleochamseong por agrandar la escala y el nivel de muralla en torno a los palacios.
Al fin, Banwolseong (Naeseong, la fortaleza interior) fue completado circa el fin de Goryeo contra los conflictos exteriores. desde 1391-1393.

## Legado
La muralla de Kaesong se nombra una pieza de 12 sitios históricos como los  monumentos históricos y relicas en Kaesong (개성의 역사 기념물과 유적) por UNESCO merced a mantener la cultura coreana después de tres reinos de Corea con la mezcla de budismo y confucianismo. Totalmente cinco secciones de la muralla se incorporaron en la lista.
Y Corea del Norte conserva dos sitios de patrimonio de humanidad con Conjunto de tumbas de Koguryo.